# Andasiba-Mantadia nationalpark
Andasibe-Mantadia nationalpark är en nationalpark i Madagaskar. Den ligger i den centrala delen av landet, 100 km öster om huvudstaden Antananarivo. Andasibe-Mantadia National Park ligger 1 123 meter över havet. Andasibe-Mantadia nationalpark består huvudsakligen av urskog i regionen Alaotra-Mangoro på östra Madagaskar. Parkens höjd sträcker sig från 800 till 1260 meter, och den har ett fuktigt klimat. Den genomsnittliga årliga nederbörden är 1700 mm, med nederbörd 210 dagar varje år. Denna regnskog är livsmiljö för en stor biologisk mångfald av arter, inklusive många endemiska sällsynta arter och hotade arter, inklusive 11 lemurarter. Parkens två beståndsdelar är Mantadia National Park och Analamazoatra Reserve, som är mest känd för sin population av Madagaskars största lemur, indri. Dessutom förekommer diademsifaka samt cirka 10 andra lemurer. I skyddsområdet registrerades ungefär 85 olika groddjur och cirka 50 kräldjursarter.
Nationalparken nominerades 2007 till att bli en del av världsarvet Atsinananas regnskogar. Emellertid valdes dess skogar inte ut för den slutliga listan.
Andasibe-Mantadia nationalpark är en av de nationalparker på Madagaskar som är enklast att besöka från huvudstaden Antananarivo, med en 3-timmars bilresa österut på en asfalterad väg, Route Nationale 2 (RN 2). Medan Analamazaotra och parkens högkvarter ligger en kort promenad från Antsapanana på RN 2, måste specialtransport ordnas eller hyras från lokala hotell för att nå Mantadia. Vandringar som sträcker sig från 1–6 timmar är vanliga i båda delarna av parken. En lokal guide krävs för besökare som kommer in i någon av parkens olika delar..

## Historia
Analamazaotra (eller Périnet) Special Reserve (ASR), lokalt känd som Andasibe efter den närliggande byn, var en gång en del av den större Mantadia National Park som också inkluderade Maromizaha Classified Forest i sydost och Anosibe an'ala i söder. Men avverkning och avskogning för jordbruk har resulterat i att dessa parker nu är isolerade.
Det största hotet mot denna nationalpark kommer från försvinnandet av angränsande livsmiljöer utanför parken. Detta försvinnande har främst orsakats av avverkning och ersättning av regnskog med kommersiella australiensiska eukalyptusträd och kinesiska tallskogar, och i mindre utsträckning av svedjebruk för risodling. Hotet förvärras av den extremt höga befolkningstillväxten och fattigdomen på Madagaskars landsbygd.

## Återintroduktionsprogram

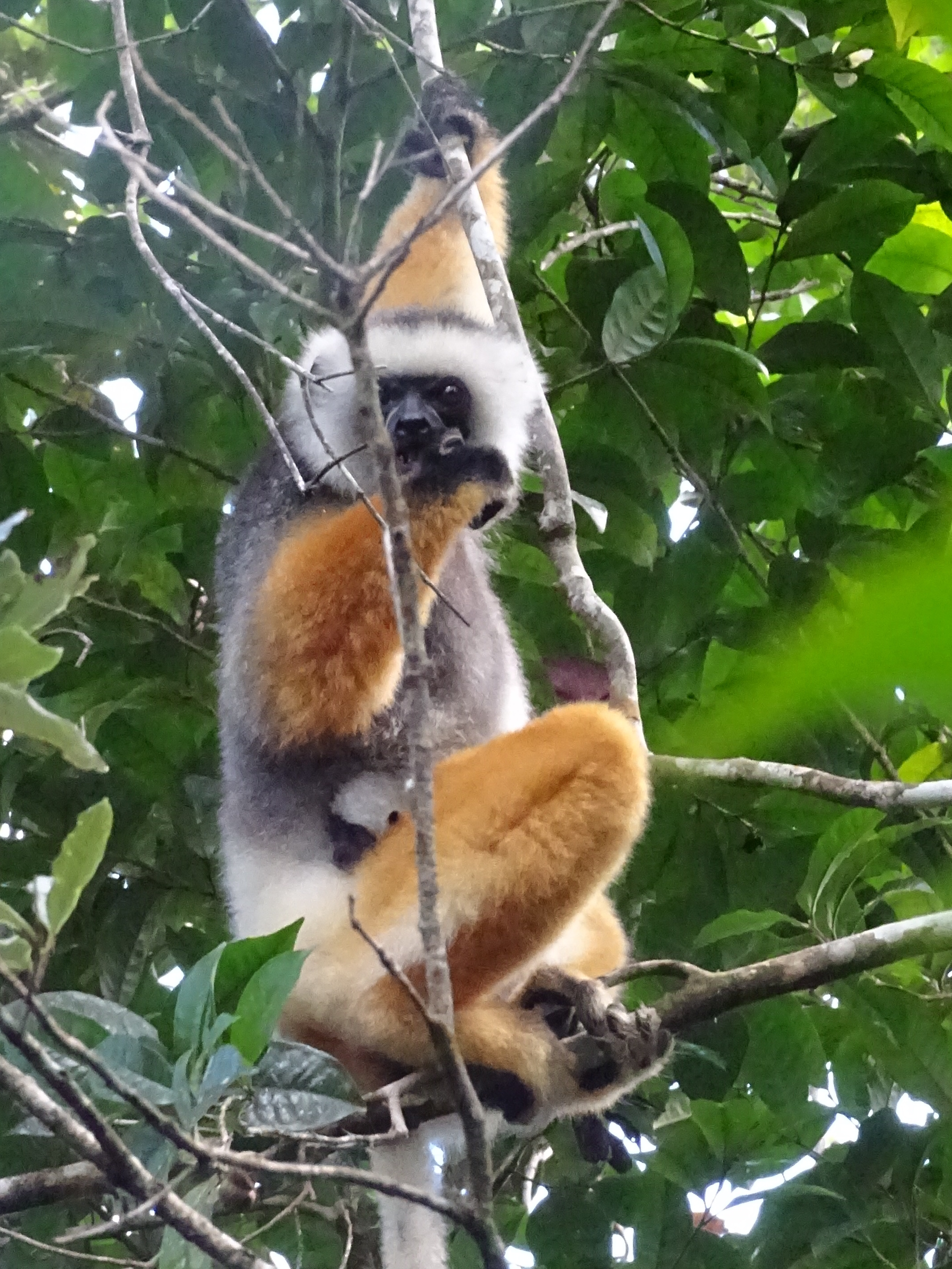
Diademsifaka med 2 veckor gammal bebis

För att ta itu med det hoten om habitatsförlust har reservat skapats i närheten av Andasibe-Mantadia som balanserar resursutvinning med miljöskydd, och försöker skapa ekonomiska och miljömässigt föredragna alternativ till att ersätta inhemska skogar med eukalyptus och tall.
2006 initierade Madagascar Biodiversity Partnership och Omahas Henry Doorly Zoo & Aquarium, i samarbete med Madagascar National Parks och Eaux et Fôret, projektet Analamazaotra Re-introduction/Translocation (ART), för att återinföra två hotade arter av lemurer tillbaka till parken. Syftet var att ta lemurer från hotade områden där förlust av livsmiljöer innebär att den etablerade befolkningen är ohållbar, och flytta dem till den relativa säkerheten i Analamazaotra Special Reserve. Programmet följde IUCN:s riktlinjer för återintroduktion/translokation, med familjegruppsövervakning före och efter translokation.
År 2014 hade ART-projektet återinfört tre grupper bestående av 26 diademsifaka och 8 svart-vita vari i parken. Projektets tvärvetenskapliga team spårade de återinförda grupperna med hjälp av radiohalsband och samlade in fekala prover för att utvärdera biomedicinska, genetiska, näringsmässiga och reproduktiva egenskaper hos lemurerna.
Projektet har hittills varit mycket framgångsrikt, och besökare till detta populära reservat har haft turen att se två generationer av bebisar födas i parken. ART-projektet hjälper också det lokala samhället genom utbildning och tillhandahåller två lokala guider.